# Katwitwi
Katwitwi, auch fälschlicherweise Katitwe, ist eine Siedlung und Grenzübergang in der Region Kavango-West im Norden Namibias. Die Siedlung liegt an der Grenze nach Angola auf einer Höhe von 1113 m.  Katwitwi liegt auf dem linken Ufer des Okavango, rund 35 Kilometer nordwestlich der Stadt Nkurenkuru.
Der Grenzübergang wurde durch die Nationalstraße B15 im Dezember 2013 an Tsumeb angeschlossen.
Den Status als Siedlung erhielt Katwitwi 2016 und soll bis 2024 den Status eines Dorfes erhalten.[veraltet]